# إد هودج
إد هودج (بالإنجليزية: Ed Hodge)‏ هو لاعب كرة قاعدة أمريكي، ولد في 19 أبريل 1958 في بيلفلاوير في الولايات المتحدة.

## وصلات خارجية
- إد هودج على موقعبيزبول رفرنس.كوم (الدوري الرئيسي) (الإنجليزية)